# Nghĩa vụ quân sự tại Trung Quốc
Quân Giải phóng Nhân dân Trung Quốc (PLA) ra đời dưới hình thức lực lượng quân đội hoàn toàn mang tính tự nguyện. Năm 1955, như một phần nằm trong nỗ lực hiện đại hóa PLA, Đạo luật Nghĩa vụ quân sự đầu tiên đã tạo ra một hệ thống nghĩa vụ quân sự bắt buộc trên toàn quốc. Kể từ cuối thập niên 1970, quân đội Trung Quốc dần trở thành một lực lượng hỗn hợp bao gồm cả lính nghĩa vụ và lính tham gia tự nguyện. Những quân nhân đi nghĩa vụ khi đang chấp hành nhiệm vụ có thể ở lại trong quân ngũ dưới hình thức là lính tình nguyện trong khoảng thời gian tổng cộng là 16 năm.